# Proxeneta

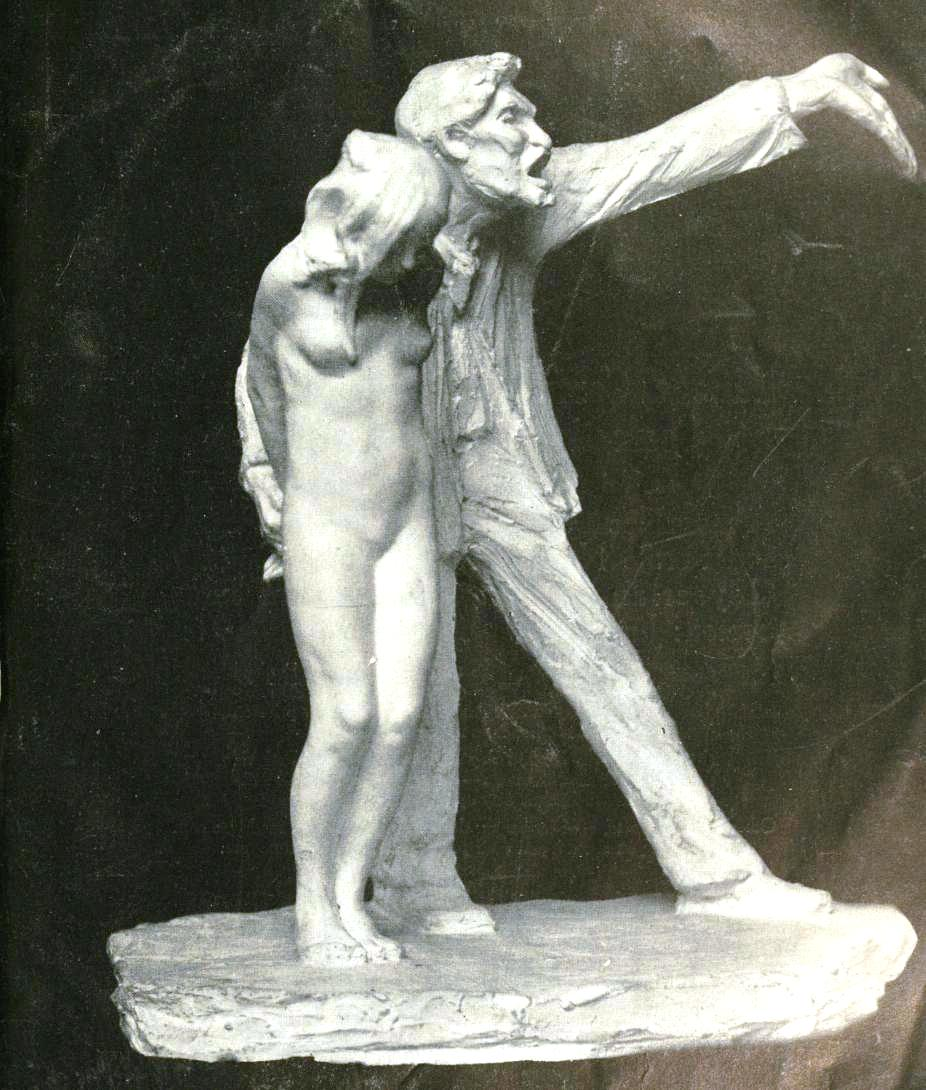
Estàtua del d'una jove prostituta esclavitzada amb el seu proxeneta.

Un proxeneta és aquell qui treu rendiment econòmic de la prostitució d'altri. Als Països Catalans ésser proxeneta és constitutiu de delicte. La pràctica del proxeneta s'anomena proxenetisme.

## Etimologia
El mot «proxeneta» deriva directament de la veu grega προξενέω, que significava mercader o comerciant. La paraula va passar al llatí amb el mateix significat. També es pot denominar amb la paraula alcavot.

## Metodologia
El proxeneta pot ajudar-se del xantatge, segrest, amenaça o coacció cap a la persona prostituïda per treure'n benefici econòmic. En alguns països del tercer món els proxenetes compren nenes, nens o adolescents d'ambdós sexes a les seves famílies per explotar-los sexualment a bordells de ciutats populoses. El proxeneta per norma es pot quedar un percentatge o la totalitat dels guanys de qui exerceix la prostitució, depenent de quin sigui el grau de submissió a què està sotmesa la prostituta. A canvi pot prometre a la seva víctima una llibertat futura, una protecció davant els clients agressius o treure'n profit fins que la prostituta mor o és massa vella per exercir l'ofici. Les màfies de les xarxes d'esclavitud sexual de dones i nens arreu del món són controlades per proxenetes organitzats.